# Wieg

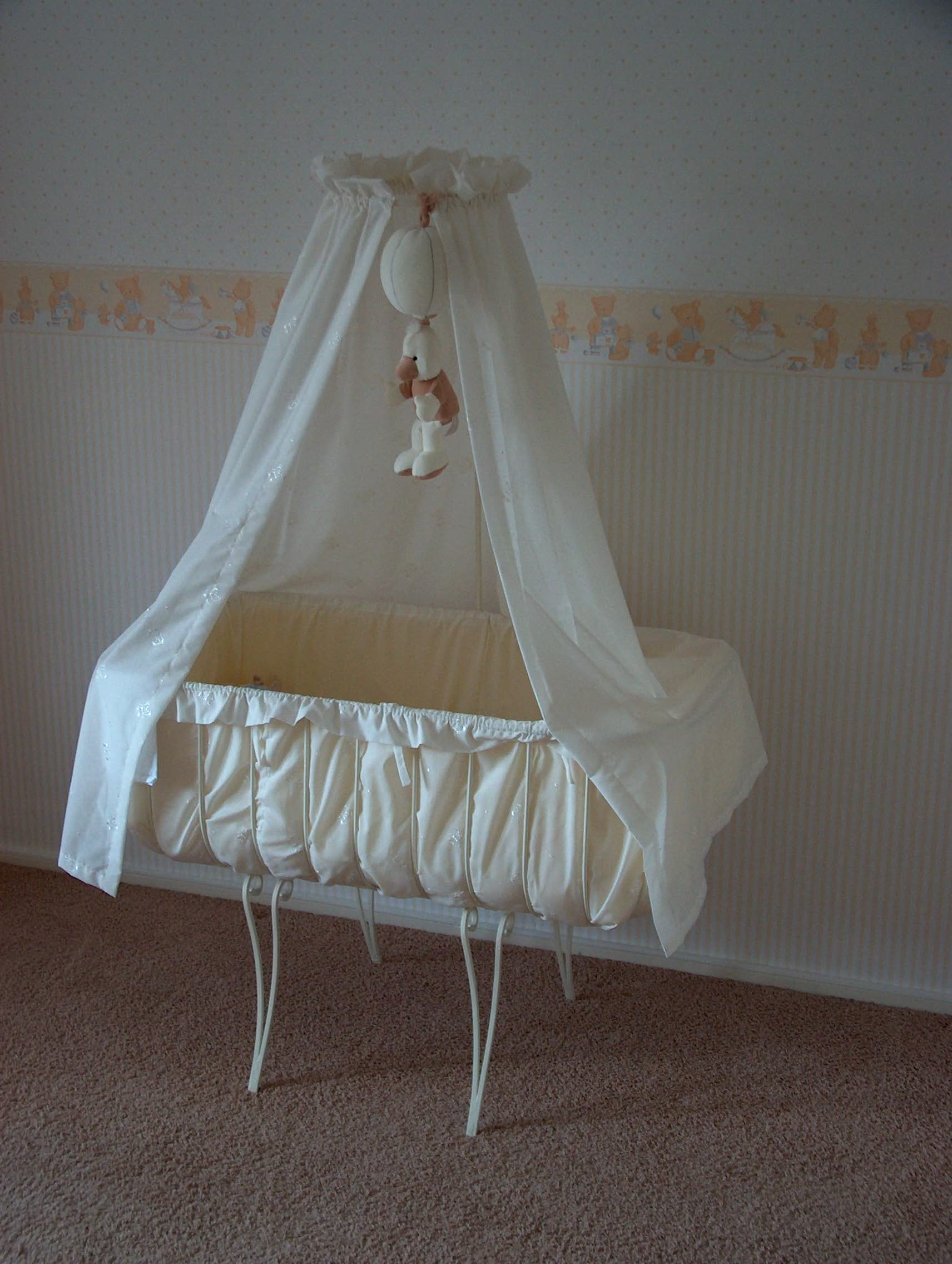
Een wieg

Een wieg is een bed voor een pasgeboren kind. Zodra een baby de neiging vertoont zich op te richten, kan er worden overgestapt naar een ander type bed, zoals een ledikant. Vaak is een wieg overhuifd met een hemel, meestal gemaakt van een zeer fijne stof.
Een eenvoudig wiegje wordt ook wel krib of kribbe genoemd, naar analogie van het verhaal van de geboorte van Jezus.

## Veiligheidseisen

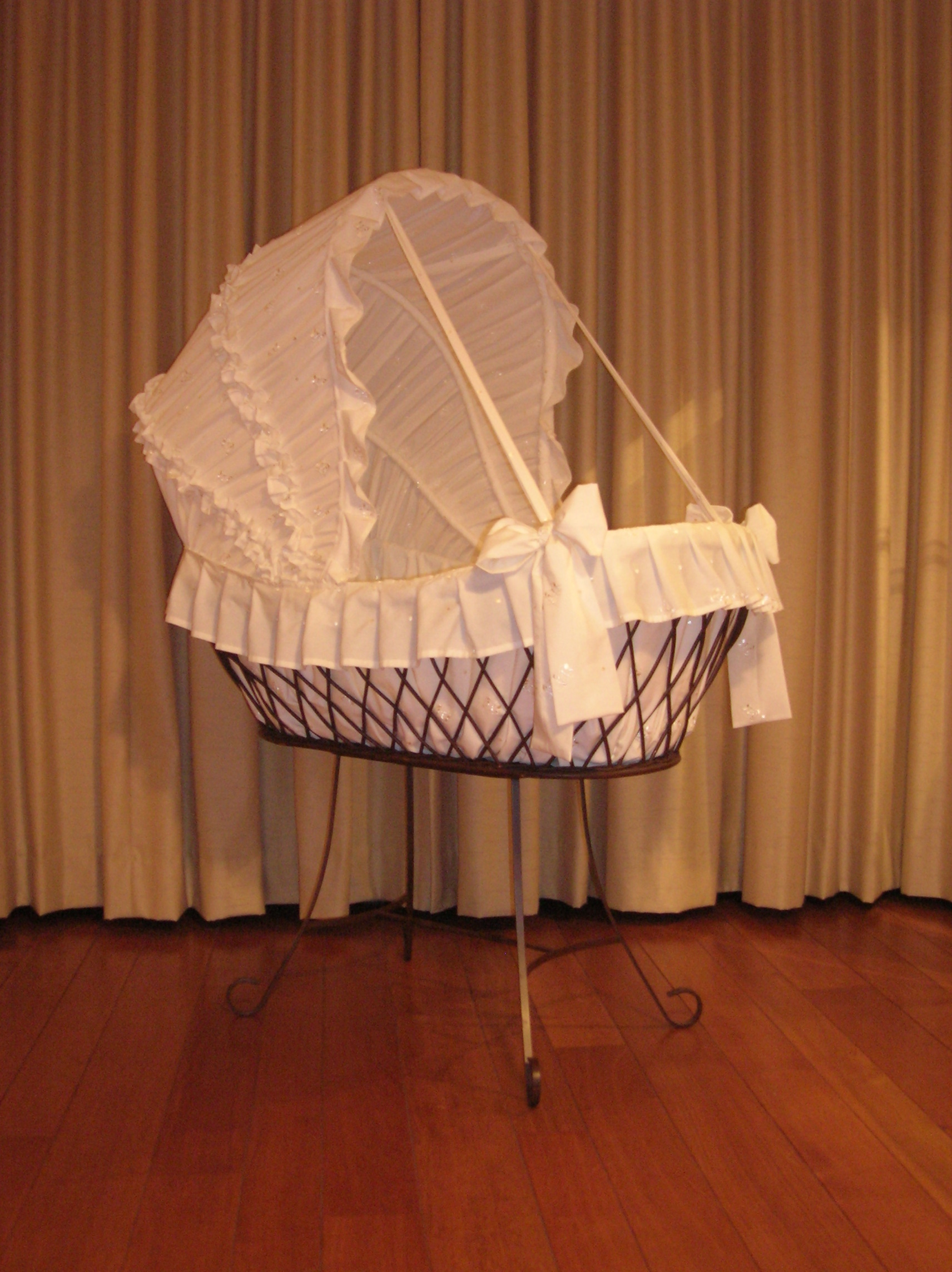
Een ouderwetse wieg

Vroeger werden baby's in een wieg gelegd zonder dat er al te kritisch gekeken werd naar de veiligheid daarvan. Daarom wordt het aangeraden bij het gebruik van een verouderde wieg om te kijken of hij nog voldoet aan de huidige veiligheidsstandaarden. Dit kan bijdragen aan het voorkomen van wiegendood.
Tot een baby zich probeert op te richten en gaat draaien is een wieg een veilige slaapplek voor een baby (3 tot 6 maanden). Daarna ontstaat de kans dat hij met zijn gezicht tegen de zijwanden komt te liggen, waardoor verstikkingsgevaar ontstaat. Een veilige wieg is een wieg met spijlen of een waarvan de zijkant een open structuur heeft. Een wieg met grote openingen tussen de spijlen moet worden bekleed met luchtdoorlatende stof - om beknelling te voorkomen. Als de zijwanden geheel of gedeeltelijk zijn voorzien van spijlen, dient de afstand tussen de spijlen tussen de 4,5 en 6,5 centimeter te zijn. 

### Matras en beddengoed[2]

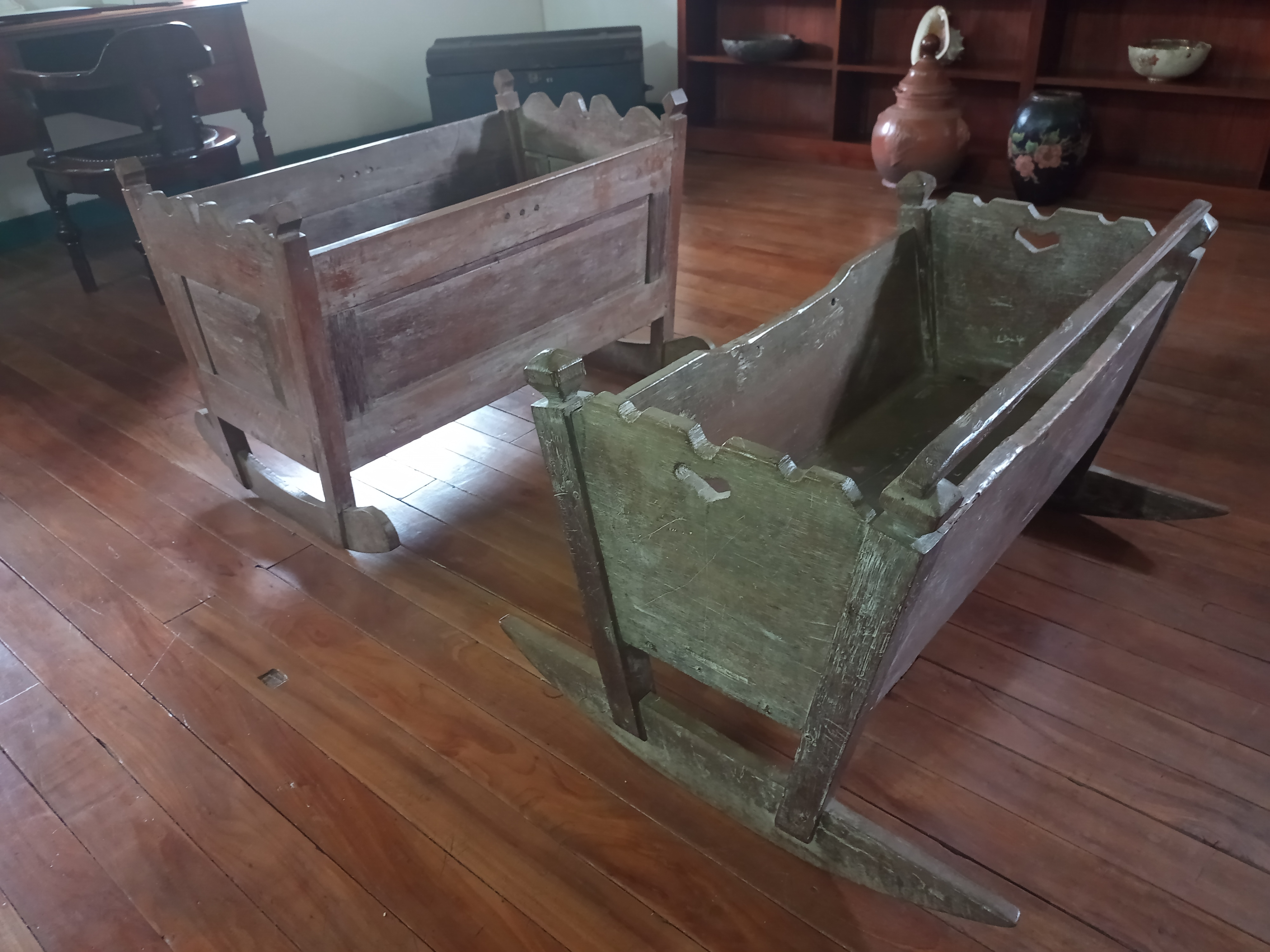

Het matrasje moet strak in de wieg passen om te voorkomen dat het kind hiertussen vast komt te zitten. De hoeslakens en deken moeten strak om het matras passen. Het wordt afgeraden gebruik te maken van een niet-ademende molton. Als er een zeiltje gebruikt wordt, dan dient dit alleen opgedekt te worden tot onder de schouders van het kind. Ondanks het gebruik van een ademende molton mag een kind toch niet op de buik slapen.

### Afmetingen
Een veilige wieg is minimaal 27,5 cm diep. Het matras meet meestal 40 × 80 cm of 40 × 90 cm. Afwijkende maten en vormen komen ook voor. 

## Trouwjurk
Vroeger werd de bekleding van een wieg vaak gemaakt van de stof van de trouwjurk van de moeder van de baby.

## Gezegden
- Met wieg wordt ook wel de geboorteplaats van iemand aangeduid: Mijn wieg stond in Arnhem.
- Wieg staat ook voor het begin van het leven: Van de wieg tot het graf.